# 6000-markskriget
6000-markskriget var ett krig mellan Sverige och Danmark som ägde rum mellan 1276 och 1278.

## Bakgrund
Kriget utlöstes sedan en summa på 6000 mark silver, som utlovats till Danmark för danskt stöd för Magnus Ladulås i hans strid mot Valdemar Birgersson 1275, hade uteblivit.

## Kriget
Magnus Ladulås tog inledningsvis initiativet i form av ett plundringståg genom Halland och Skåne. Nästkommande år invaderade en dansk här Småland och brände Växjö. Därefter invaderade den Västergötland, men tvingades till ett återtåg efter att ha blivit besegrad av drotsen Ulf Karlsson i slaget vid Ettak. Mot slutet av året invaderade en dansk här under befäl av Erik Klipping åter Västergötland och intog Axevalla hus och Gälakvist vid Skara stad, efter vilket de plundrade området. Följande år avslutades kriget genom freden i Laholm.

## Följder
Som ett resultat av kriget blev Magnus Ladulås tvungen att betala 4000 mark till Erik Klipping.